# NGC 1343
NGC 1343 في الفهرس العام الجديد، هي مجرة، تقع في كوكبة ذات الكرسي. اكتشفت في 11 أكتوبر 1787 بواسطة ويليام هيرشل.

## روابط خارجية
- NGC 1343 على موقع ويكي سكاي: DSS2, SDSS, GALEX, IRAS, Hydrogen α, X-Ray, Astrophoto, Sky Map, Articles and images